# Adrián Diéguez Grande
Adrián Diéguez Grande (Madrid, 4 de febrer de 1996) és un futbolista espanyol que juga com a defensa central o lateral esquerre pel Jagiellonia Białystok.

## Carrera esportiva
Diéguez va representar el RCD Carabanchel i el Getafe CF en etapa juvenil. El 29 de juliol de 2015 va marxar al proper AD Alcorcón, per jugar a l'equip B a Tercera Divisió.
Va fer el seu debut com a sènior el 30 d'agost de 2015, com a titular en un 2–2 a for contra el CF Pozuelo de Alarcón. Va marcar el seu primer gol com a sènior el següent 15 de maig, tot i que perdé el partit per 1–2 contra l'AD Parla.
Diéguez va jugar el seu primer partit com a professional el 8 de setembre de 2016, a la Copa del Rei com a titular en un 1–0 a casa guanya contra el seu antic club, el Getafe. El seu debut a segona divisió va arribar setze dies més tard, en un 1–1 a fora contra el Sevilla Atlético.
El 25 de gener de 2017, Diéguez va ser cedit al CF Fuenlabrada, de segona divisió B fins al juny. El 4 de juliol va marxar a un altre equip filial, després d'acordar quatre anys de contracte amb el Deportivo Alavés B, però es va incorporar al primer equip a La Liga al començament de la pretemporada.
Diéguez va debutar a la màxima categoria del futbol espanyol el 28 d'octubre de 2017, jugant de titular en una derrota a casa per 1–2 contra el Valencia CF. El 31 de gener de 2019, va ser cedit a la SD Huesca, també de primera divisió, fins a final de temporada, i va fer el seu debut pel club el 9 de febrer, en un partit guanyat per 2–0 contra el Girona FC.
El 28 de juliol de 2019, Diéguez va retornar al seu primer club, l'Alcorcón, cedit per un any. El 15 de setembre de l'any següent, va retornar al Fuenla amb un contracte de quatre anys, amb l'equip ara en la segona divisió.